# حجرة فراغية

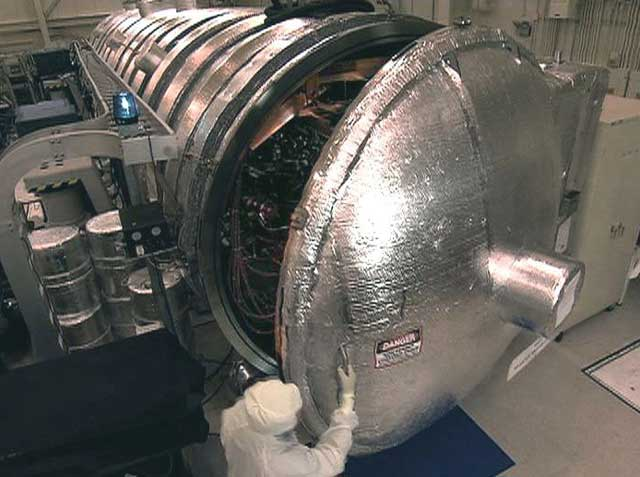

الحجرة الفراغية (بالإنجليزية: Vacuum chamber)‏ أداة تستخدم في المختبرات العلمية يناط بها القيام بمهمة التخلية وخلق ظروف مقاربة لظروف الفضاء الخالي. وتتكون الحجرة الفراغية من حجرة صلبة موصولة بمضخة فراغية تفرغ الحجرة من كل المواد التي فيها. وتتولى هذه المضخة شفط المواد وتخفيض الضغط الجوي إلى المستويات الدنيا لمحاكاة الفراغ الخارجي في الفضاء. ويحتاج الباحثون إلى مثل هذه الأداة ليتمكنوا من إجراء اختبارات فيزيائية وفحوصات للأجهزة التي يراد منها أن تعمل في الفضاء الخارجي، عادة ما تصنع هذه الحجر من المعادن لكن بعض المعادن قد لا تكون قادرة علي عزل الحجرة عن المجالات المغناطيسية الخارجية ولذلك فإن ثمة مواد محددة للإستعمال في الفراغ.